# Lushi
Lushi   (en chino, 卢氏; pinyin, Lúshì) es un condado  bajo la administración directa de la Prefectura Sanmenxia en la Provincia de Henan, República Popular China.  Su área es de 4000 km² y su población total para 2020 superó los 300 mil habitantes. 

## Administración
A junio de 2025,, el  Condado Lushi   se divide en 19 pueblos  administrados en 9 poblados y 10 villas.

## Toponimia
Lushi se estableció en el 113 aC durante la dinastía Han. El topónimo Lushi tiene dos posibles orígenes según registros históricos y legendarios.
Lu Ao (卢敖) fue un alquimista de la dinastía Qin y ostentaba el rango de médico. Se dice que alcanzó la inmortalidad gracias a la práctica de la alquimia. Durante la dinastía Han, se fundó el condado de Lushi en su memoria. Por lo que Lushi significaría "maestro Lu".
Según la enciclopedia del siglo X, escrita por Yue Shi (乐史), Geografía universal de la Era Taiping (太平寰宇记) dice; 
El monte Lushi (卢氏山) era conocido por su fertilidad y por proteger de las inundaciones. Según esta teoría el condado tomó el nombre de la montaña por su importancia ecológica y estratégica.